# Hohe Villerspitze
Hohe Villerspitze är en bergstopp i Österrike.   Den ligger i distriktet Innsbruck-Land och förbundslandet Tyrolen, i den västra delen av landet, 400 km väster om huvudstaden Wien. Toppen på Hohe Villerspitze är 3 092 meter över havet, eller 294 meter över den omgivande terrängen. Bredden vid basen är 2,1 km.
Terrängen runt Hohe Villerspitze är huvudsakligen bergig. Närmaste större samhälle är Neustift im Stubaital, 11,5 km öster om Hohe Villerspitze. 
Trakten runt Hohe Villerspitze består i huvudsak av gräsmarker. Runt Hohe Villerspitze är det ganska tätbefolkat, med 80 invånare per kvadratkilometer.